# 英國軍事管制區 (馬來亞)
馬來亞英國軍事管制區（直译：英國軍事管理局）是英屬馬來亞的臨時政府長官，從二戰結束1945年8月到1946年4月馬來亞聯邦成立期間的英國軍事管理政府。馬來亞英國軍事管制區由東南亞盟軍最高指揮官路易斯·蒙巴頓直接領導。軍事管制區具有雙重職能，一方面是在重新佔領期間維持基本的獨立存在，另一方面是強加戰後英國統治所依賴的國家結構。

## 背景

戰前馬來亞
----
海峽殖民地
馬來聯邦
馬來屬邦

在日本佔領之前，英屬馬來亞被分為馬來聯邦和馬來屬邦以及海峽殖民地。1930年代，英國殖民部的愛德華·根特贊成將這些較為獨立的部分更加緊密地結合在一起。日本佔領後，英國開始思考如何收復馬來亞，重建殖民統治。新政府的規劃由馬來亞民政規劃組（英語：Civil Affairs, Malaya Planning Unit）和愛德華·根特領導下的殖民辦公室東方部部負責。恢復統治的第一階段是建立一個臨時軍事政府恢復穩定，然後建立馬來亞聯邦，將所有州屬聚劃在一個政府之下，以確保英國在馬來亞殖民地的安全。
1945年初，英國策劃了「拉鍊行動」，計畫於9月9日入侵馬來亞。然而，日本計畫前的於8月15日投降。由於英國策劃的逐漸重建殖民統治馬來亞和其他殖民地的計畫已經過時，隨後包括馬來亞、新加坡、緬甸、印尼、英屬北婆羅洲、泰國、印度支那、砂拉越和香港在內的一大片領土都陸續脫離了殖民統治。
在日本統治馬來亞期間，馬來亞人民抗日軍的焦點是奪取馬來亞全境的控制權，並懲罰日本政權的「合作者」。在此期間，一些日本佔領軍從邊遠地區撤軍時也受到了平民的攻擊，其中一些叛逃到了馬來亞人民抗日軍。

## 歷史

### 日佔時期
日本佔領初期，因馬來亞華人在第二次中日戰爭中支持中國而受到日本人的迫害。馬來亞的另外兩個主要民族——印度人和馬來人，他們倖免了日本最開始的迫害。日本希望得到當地印度社群的支持，因為他們想為其計畫建立的印度政府提升合法性。同時，其認為馬來人不構成威脅。除了華人以外，其他所有三個種族都被鼓勵透過提供資金和勞動來協助日本贏得戰爭。據信約有73,000名馬來亞人被迫參與修建暹緬鐵路的工作，估計有25,000人因過度勞動而死亡。日本也奪取了馬六甲的鐵軌和其他支線，用於建造暹緬鐵路鐵路。
日本奪取了大約15萬噸橡膠，但這遠遠少於馬來亞在被佔領之前的出口量。由於馬來亞生產的橡膠和錫多僅按照日本使用量生產，馬來亞失去了出口收入。1944年，實際人均所得降至1941年水準的一半左右，1945年則不到1938年水準的一半。
戰前，馬來亞生產的橡膠和高比例錫佔全球生產總量的40%。其50%以上的大米需要進口，這是馬來亞人口的主食。盟軍的海上封鎖對日本佔領馬來亞的進口和有限的出口產生了極大的影響。

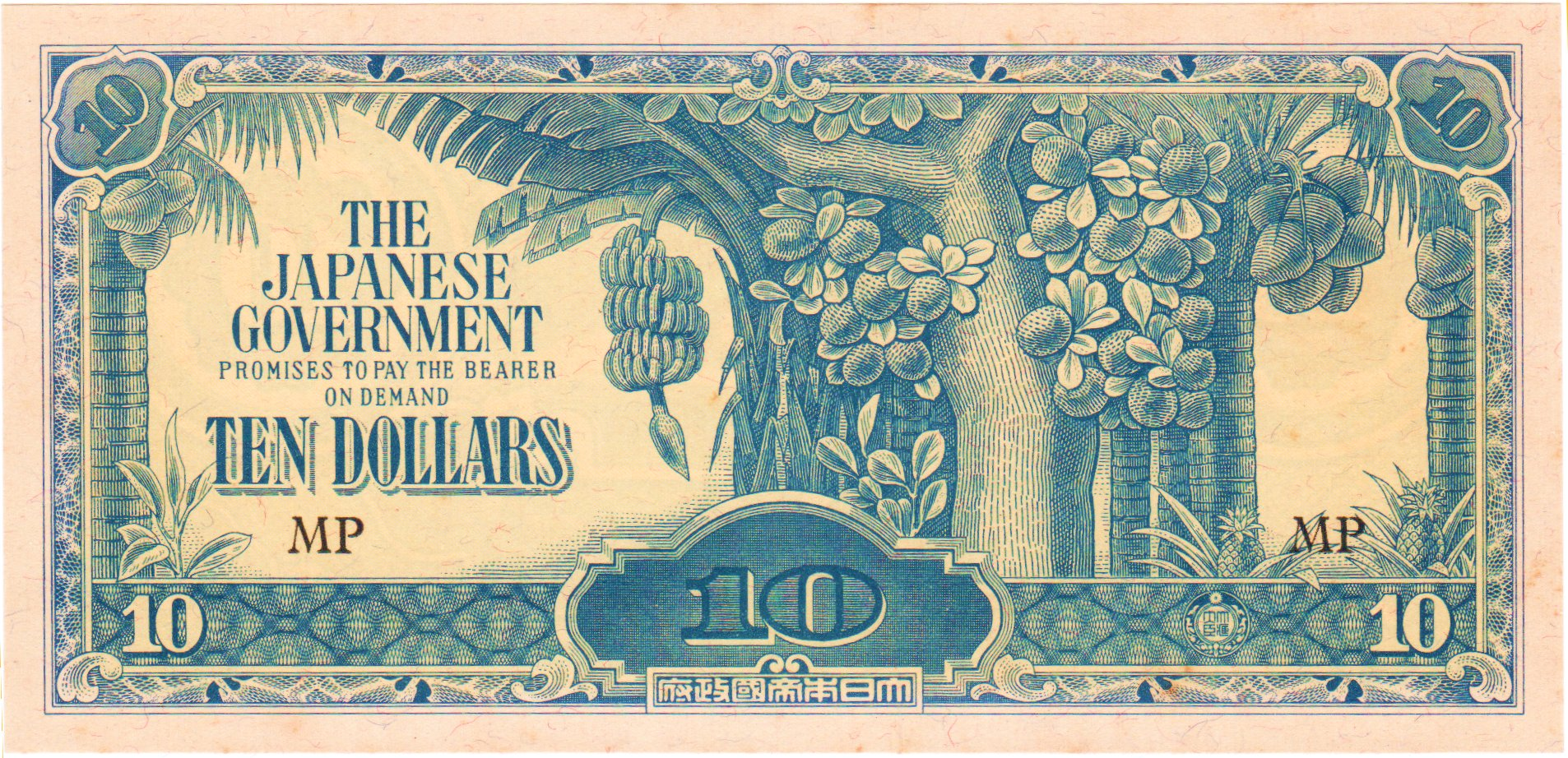
日本佔領政府在馬來亞和婆羅洲發行的面值為的10圓紙幣

日佔期間，日本用自己版本的馬來元取代了英國原本發行的馬來元。1941年被佔領之前，馬來亞的貨幣流通量約為2.19億美元。日本經濟大臣估計，他們在佔領期間已將7,000至80億美元投入流通。一些日本軍隊擁有移動型印鈔機，但其印鈔時不記錄印鈔數量和總價值。馬來亞解放時，日本人在吉隆坡持有價值5億美元的未流通貨幣。戰爭最後幾個月日本無節制地印鈔票造成了惡性通貨膨脹，日本發行的貨幣在戰爭結束時變得一文不值。
戰爭期間，盟軍空投傳單，強調在日本投降後其發行的貨幣將毫無價值。日本官員認為，這項策略是隨著日本失敗戰役次數增加從而開始導致貨幣貶值的原因之一。儘管日本佔領政府在1942年2月實施了價格凍結，但到戰爭結束時，馬來亞的物價比戰爭開始時還是高出了11,000倍。1945年8月，每月通貨膨脹率超過40%。特別行動執行處印製的10圓紙幣和1圓紙幣和美國戰略情報局印製的10圓紙幣這樣的假幣也開始流通。
由於盟軍對日本的海上封鎖，這導致了馬來亞在戰爭結束時極其缺乏食物和醫療用品。

### 重歸英國統治

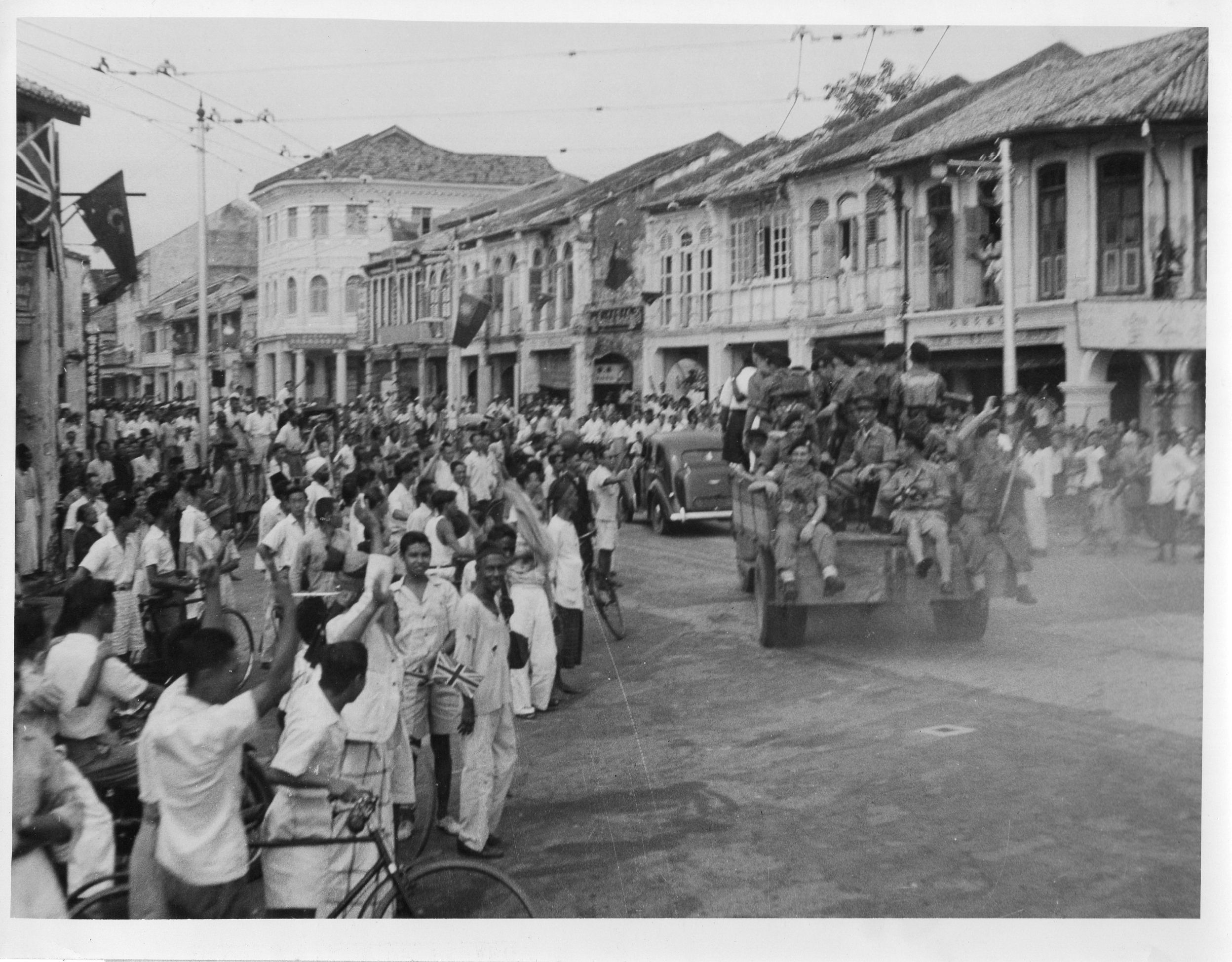
喬治市的皇家海軍陸戰隊

法官行動解放了檳城，其成為了馬來亞第一個從日本下解放的州。1945年9月2日，日本在檳城的駐軍在納爾遜號戰艦上正式投降，皇家海軍陸戰隊的一支部隊於第二天重新控制了檳島。9月7日，第一支盟軍部隊印度第5師第123旅重新佔領柔佛，他們在新山堤道附近建立了基地。同日，西約克郡團佔領了雪蘭莪的巴生。英國隨後重奪新加坡，島上的日本駐軍於9月12日正式投降。同日，英國軍事管制區在吉隆坡設立。隨後，第29軍司令石黑貞藏中將在吉隆坡簽署了馬來亞投降文件。參謀長川原直一少將和高級參謀小栗軍二大佐作為證人。1946年2月22日，第7方面軍總司令官板垣征四郎大將在吉隆坡舉行了另一場投降儀式。馬來亞重歸英國統治，其中也包括1943年被泰國佔領的馬來四邦。之後，英國也逐漸恢復了日本佔領之前的法律。

## 軍事管制區成立
1945年8月15日，根據東南亞盟軍最高司令第1號公告英國軍事管制區成立。英國軍事管制區得到了馬來亞與新加坡的全部司法，立法，及行政權利和責任；擁有了對全部人口及財產的最終管轄權。1945年9月，海軍上將路易·蒙巴頓勳爵任行政總監。菲利普·克里斯蒂森中將被任命為馬來亞英軍司令。拉爾夫·霍恩少將被任命為馬來亞首席民政官（英語：Chief Civil Affairs Officer Malaya），負責馬來亞地區事務。:113進一步佈告：
- 已解散的日本法庭被取締，取而代之的是負責處理被控犯有違反法律和戰爭條例以及軍事相關罪行的人的軍事法院，以及審理刑事案件和調查死亡案件的地方法院；
- 禁止向武裝部隊成員出售酒類和民用食品；
- 重新恢復之前對馬來亞貨幣為法定貨幣，取代日佔領時期的流通貨幣；[13]
- 軍事管制區涵蓋英國和盟軍在馬來亞的安全維護及公共秩序管理，公佈這些內容的通知也指出，軍事管制區是臨時性的。[11]
- 暫停所有土地交易，關閉所有金融機構。[14]

為了精簡行政機構並為擬議的馬來亞聯邦做準備，戰後的馬來亞被分為9個行政區，其中包括玻璃市-吉打州、森美蘭-馬六甲州和從其他州屬獨立的地區。這些地區由高級民政官員（上校或中校）管理。此前，馬來亞半島的民政規劃都是由代理首席民政長官負責負責的。民政總部設在吉隆坡聯邦秘書處。1945年10月，該辦公室併入民政長官辦公室。
鑑於政府的軍事性質，一些戰前文官政府實體的官方被暫停，這其中就包括馬來蘇丹國統治者的權利。民政官員也以地方官員的身份行政。1945年，倫敦愛爾蘭步槍隊的約翰·G·亞當斯上校（在卡塔尼亞平原的西西里戰役中受傷）被選為高等法院院長。

## 政治
儘管其名稱「軍事管制區」顯示了其主要是軍事組織。雖然其有文職顧問，許多軍官都穿著文職人員的制服，但其對民眾漠不關心。其中一個複雜的因素是，軍事管制區幾乎沒有經驗豐富的行政人員。近四分之三的高級官員之前完全沒有政府工作經驗，只有四分之一的民政事務高級官員對馬來亞很多了解。此外，軍事管制區的武裝成分也是無數對其投訴的原因所在。正如一位英國觀察家指出的那樣「那些軍官的和軍隊的行為就好像他們是在被征服的敵方領土上一樣」。

## 備註
1. ↑  事實上為首都，但沒有任何法律規定其為首都，其作為行政中心。
2. ↑  暹羅為泰國舊稱